# 1. padalska brigada (Združeno kraljestvo)
Za druge 1. brigade glej 1. brigada.
1. padalska brigada je bila padalska enota Britanske kopenske vojske med drugo svetovno vojno.

## Zgodovina
Richard Nelson Gale je dobil proste roke pri ustanavljanju brigade.. 
15. septembra so bile brigadi dodeljene prve enote; edina izkušena enota je bil 11. Special Service Battaillon, ki je bil preimenovan v 1. padalski bataljon..
Prva bojna operacija, v katero so bile udeležena brigadne enote, je bila operacija Biting (februar 1942), v kateri je sodelovala četa C 2. padalskega bataljona.

## Zgradba
1941
- Štab (modra barva)
- 1. padalski bataljon (zelena barva)
- 2. padalski bataljon (rumena barva)
- 3. padalski bataljon (rdeča barva)

1945.
- Štab
- 1. padalski bataljon
- 2. padalski bataljon
- 17. padalski bataljon

1946.
- Štab
- 1. padalski bataljon
- 2. padalski bataljon
- 7. padalski bataljon